# Ivan Petrovič Martos
Ivan Petrovič Martos (Ičnja, 1754 – San Pietroburgo, 5 aprile 1835) è stato uno scultore russo, rappresentante del neoclassicismo, paragonato al Canova.

## Biografia

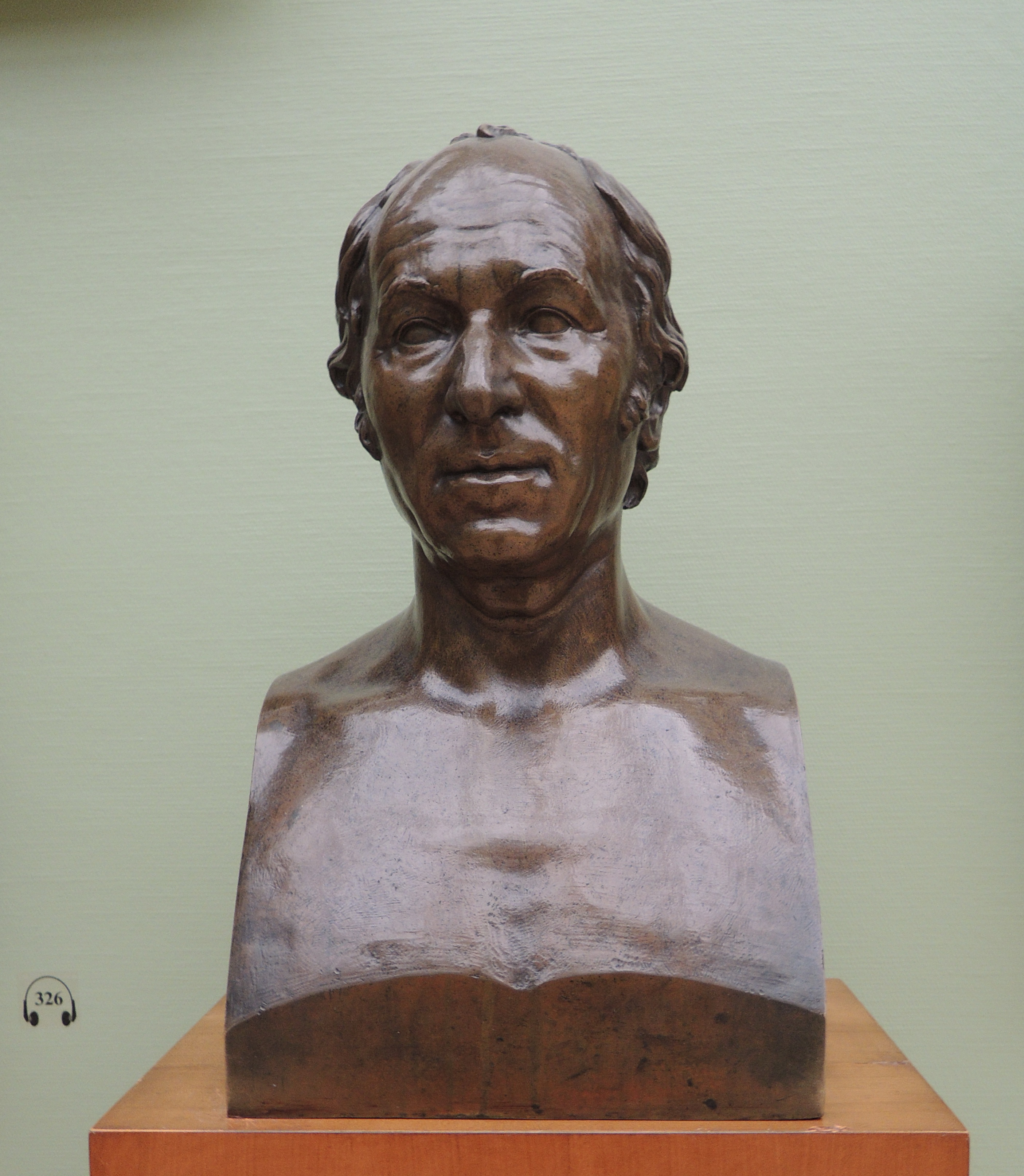
Busto di Ivan Petrovič Martos, 1837, Galleria Tret'jakov

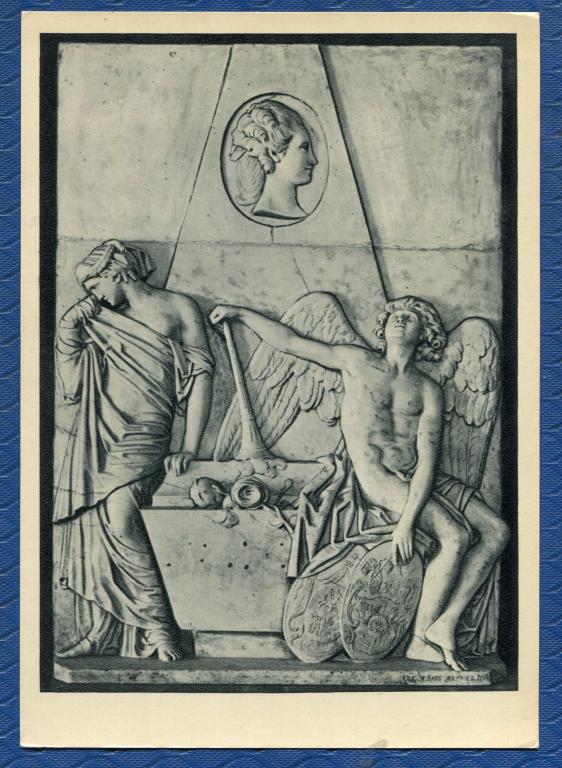
La lapide di M. P. Sobakina

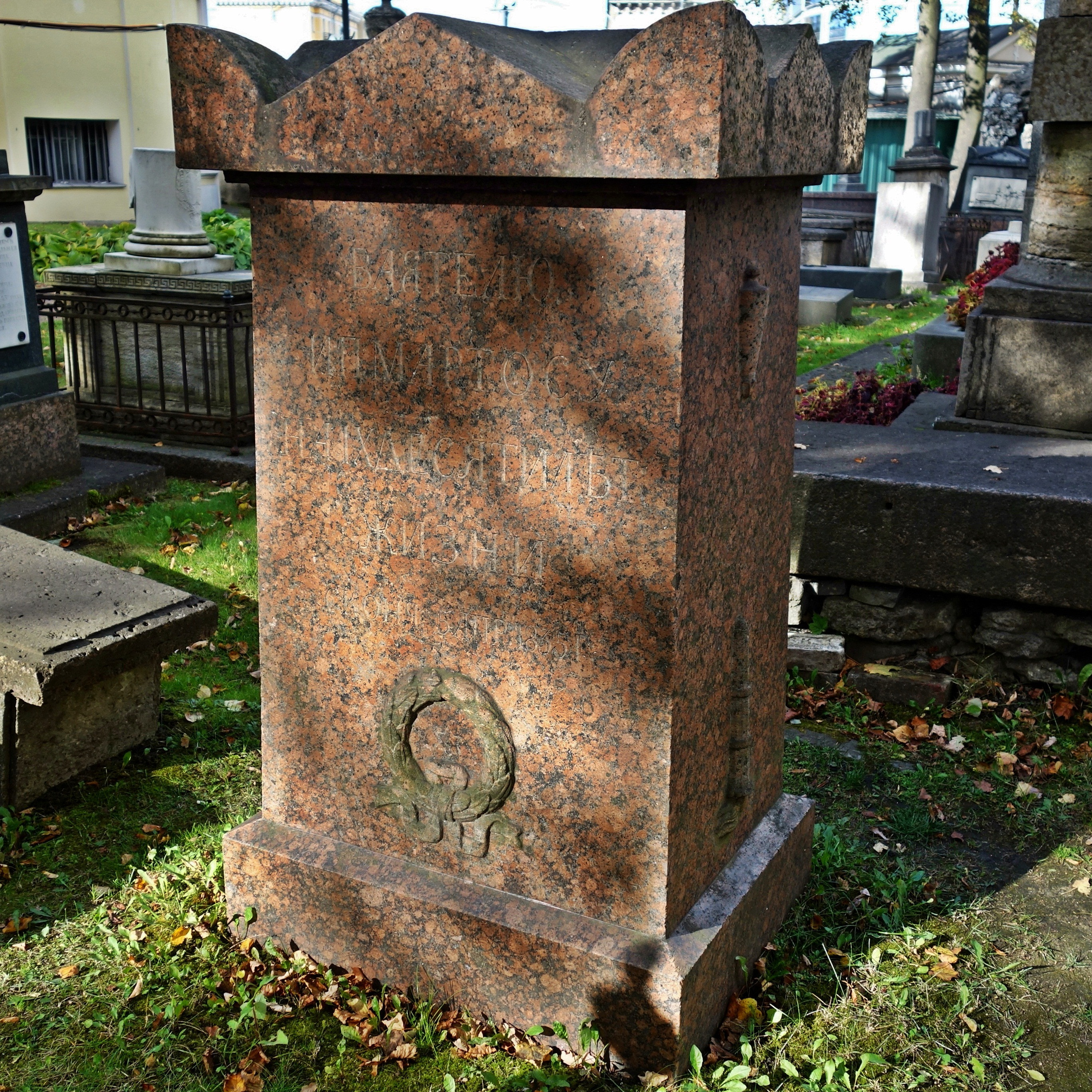
La tomba di Ivan Petrovič Martos a San Pietroburgo

Ivan Petrovič Martos nacque nella regione di Chernigov in Ucraina da una famiglia cosacca e all'età di dodici anni si iscrisse all'Accademia russa di belle arti, dove per otto anni studiò scultura sotto la guida di Nicolas Gillet e disegno con gli insegnamenti di Anton Losenko.
Una volta diplomato all'Accademia, si trasferì a Roma per proseguire gli studi con il maestro Anton Raphael Mengs, dove studiò attentamente l'arte antica, in particolare la scultura e l'architettura classica.
Al suo ritorno a San Pietroburgo, Martos assunse la carica di insegnante all'Accademia e successivamente, dal 1814, fu nominato rettore dell'Accademia.
Anche le opere d'esordio di Martos evidenziarono elementi di maturità artistica, come nel busto in marmo di Nikita Panin (1780, Galleria Tret'jakov, Mosca), raffigurato
in un abbigliamento classico, con un posizionamento frontale della figura.
In quel periodo Martos si dedicò alla scultura funeraria, scolpendo le pietre tombali, come quelle delle lapidi per S. S. Volkonskaya (Galleria Tret'jakov) e M. P. Sobakina (Museo di architettura dell'Accademia di architettura e costruzioni) nel 1782, caratterizzate da linee e ritmi armoniosi e plastici, da una grande espressività stilistica drammatica, da un insieme armonioso, da un'intensa interpretazione emozionale, da un rigore compositivo.
Questi lavori ottennero un grande successo al punto che Martos ricevette numerosi richieste di lavoro, a seguito delle quali scolpì lapidi per N. A. Bryus (1786-1790, Museo di architettura presso l'Accademia dell'edilizia e dell'architettura), N. I. Panin (1790), Y. S. Kurakina (1792), A. F. Turchaninov (1796), A. I. Lazarev (1803) e Y. I. Gagarina (1803, tutti sono nel Museo della scultura di città di San PIetroburgo); le prime opere furono intrise di lirismo e intimismo, invece quelle successive si dimostrarono monumentali, con tendenza al tragico.
La più significativa delle opere successive risultò la sua lapide per Y. S. Kurakina, nella quale le figure esprimono sofferenza, ma anche maestosità e energia interiore.
All'inizio del XIX secolo iniziò la decorazione della cattedrale di Kazan a San Pietroburgo, con un bassorilievo sul tema biblico del Vagabondaggio del popolo ebraico con il Mosè che si disseta nel deserto e la statua di Giovanni Battista, situata in una nicchia del portico.
Una delle opere più note di Martos fu il suo monumento a Minin e Pozharsky a Mosca (1818), austero e solenne, che esprimeva il sentimento e lo spirito nazionale russo,in ricordo della vittoria su Napoleone Bonaparte.
Martos proseguì con operosità e impegno la sua attività scultorea fino alla sua morte.

## Opere
- Statua bronzea di Giovanni Battista, che adorna il portico della cattedrale di Kazan, San Pietroburgo;
- Bassorilievo Mosè che si disseta nel deserto, cattedrale di Kazan, San Pietroburgo;
- Monumento alla Granduchessa Alexandra Pavlovna, nel parco del palazzo di Pavlovsky;
- Lapide di S. S. Volkonskaya (1782);
- Lapide di M. P. Sobakina (1782);
- Lapide di N. I. Panin (1790);
- Lapide di E. S. Kurakina (1792);
- Lapide di A. F. Turchaninov (1796);
- Monumento a Minin e Pozharsky sulla Piazza Rossa, Mosca (1804-1818);
- Statua in marmo di Caterina II, nella sala dell'assemblea della nobiltà, Mosca;
- Busto dell'Imperatore Alessandro I, San Pietroburgo;
- Monumento ad Alessandro I, Taganrog;
- Monumento al Principe Potemkin, Kherson;
- Monumento di Lomonosov, Arcangelo;
- Statua di Atteone alla grande cascata della reggia di Peterhof;
- Monumento al Duca di Richelieu, Odessa (1823-1828).